# Ouvrage de Velosnes
L'ouvrage de Vélosnes (ou de Velosnes) est un ouvrage fortifié de la ligne Maginot, situé sur la limite entre les communes de Velosnes et d'Othe, dans le département de la Meuse. Il est également parfois désigné localement sous le nom de « fort de la Ramonette ».
C'est un ouvrage d'artillerie, comptant cinq blocs. Construit à partir de 1935, saboté en 1940, il a été en partie démoli depuis.

## Position sur la ligne
Faisant partie du sous-secteur de la tête de pont de Montmédy dans le secteur fortifié de Montmédy, l'ouvrage de Vélosnes est intégré à la « ligne principale de résistance » entre la casemate CORF d'intervalle d'Écouviez Ouest et du blockhaus STG no 129 bis, hors de portée des ouvrages voisins.

## Description
L'ouvrage est composé en surface de quatre blocs de combat et d'une entrée mixte (une des deux vraies entrées mixtes du Nord-Est, avec celle du Chesnois. Ailleurs, les entrées mixtes sont des entrées des munitions servant également aux hommes), avec en souterrain des magasins à munitions (plusieurs M 2), une usine (avec quatre groupes électrogènes SMIM de 90 chevaux) et une caserne, le tout relié par des galeries profondément enterrées.
Seule une tourelle de 75 mm R modèle 1905 (pour un bloc 4 non construit) manque par rapport aux plans initiaux. L'ouvrage domine nettement la vallée de la Chiers, à quelque 300 mètres d'altitude.

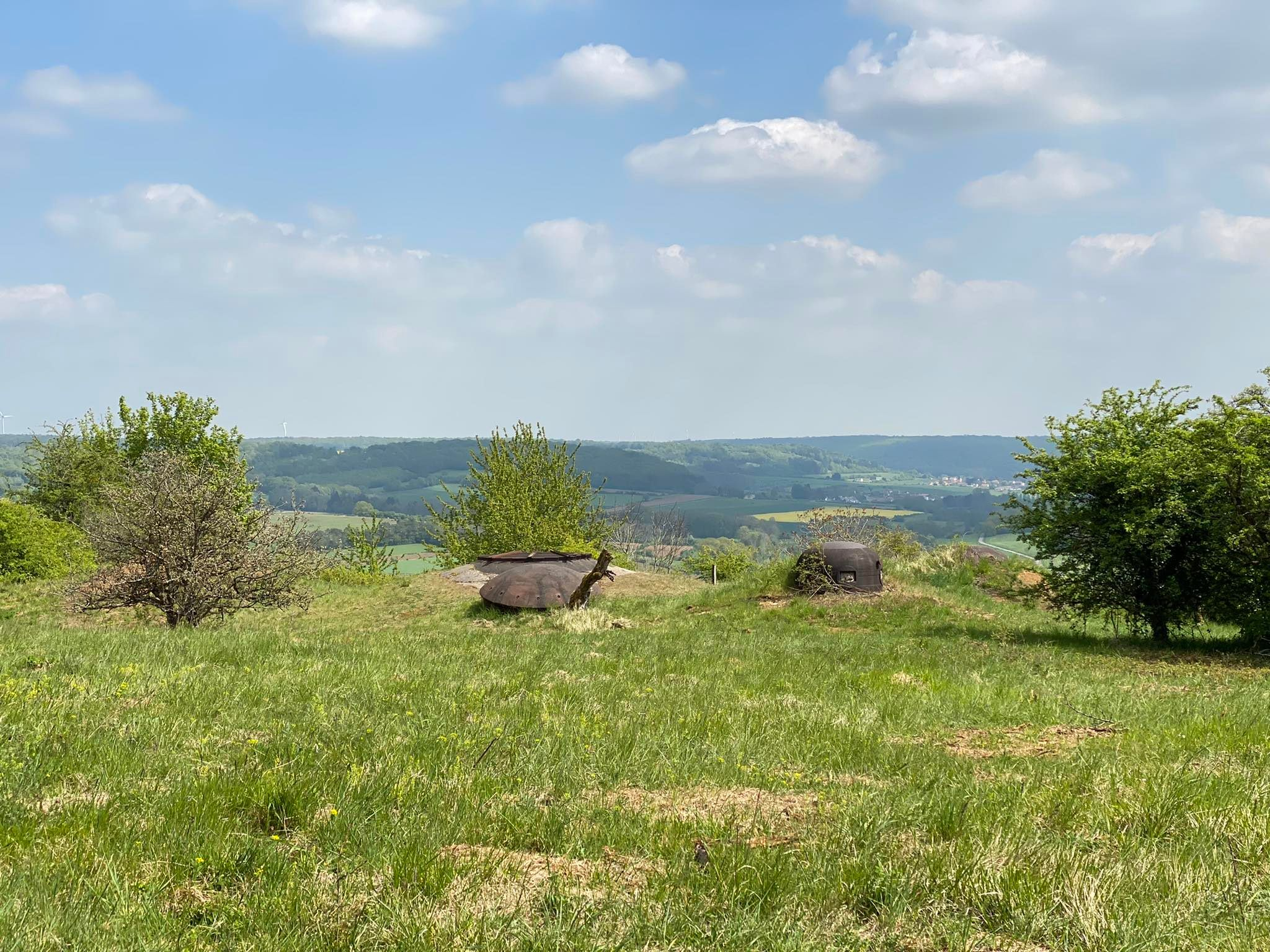
La tourelle d'artillerie et la cloche GFM du bloc 1 de l'ouvrage de Velosnes.

Le bloc 1 est un bloc-tourelle d'infanterie, armé avec une tourelle pour deux armes mixtes, une cloche d'arme mixte et deux cloches GFM B (guetteur et fusil-mitrailleur).
Le bloc 2 est une casemate cuirassée, armée avec une cloche d'arme mixte, deux cloches GFM B (dont une sert d'observatoire avec un périscope) et une cloche lance-grenades.
Le bloc 3 est une casemate d'infanterie flanquant vers l'ouest. Elle est armée avec un créneau pour JM/AC 47 (jumelage de mitrailleuses et canon antichar de 47 mm), un autre créneau pour JM, deux cloches d'arme mixte et une cloche GFM.
Le bloc 5 est un bloc-tourelle d'artillerie, avec une cloche GFM B et une tourelle de 75 mm modèle 1933. Cette tourelle, comptant parmi les armes les plus récentes et modernes équipant les ouvrages de la ligne Maginot, est le seul exemplaire ayant équipé un ouvrage du secteur fortifié de Montmédy.
Le bloc 6 est une entrée mixte de plain-pied, armé avec deux créneaux JM/AC 47, un troisième créneau pour arme mixte (le canon de 25 mm n'est pas installé en 1940) et deux cloches GFM B. Techniquement semblable à celle de l'ouvrage du Chesnois, avec accès par pont-levis et entrée des hommes implantée sur le même bloc, elle est par ailleurs similaire, sur le principe, à de nombreux ouvrages alpins.
À proximité de l'entrée, un petit bloc est dévolu à l'évacuation des gaz d’échappement de l'usine interne de production électrique.

## Histoire
Les 10 et 11 mai 1940, les tourelles d'artillerie des ouvrages de Velosnes et du Chesnois tirent sur des troupes allemandes qui franchissent la frontière belge en avant de Montmédy. Environ 10 000 coups de 75 mm sont consommés en mai et juin 1940 par la tourelle de Velosnes. Le front étant percé sur la Somme et l'Ailette, les unités d'intervalle (le 155e RIF) évacuent la tête de pont de Montmédy le 10 juin 1940 au soir, sous couverture des ouvrages qui sont ensuite abandonnés et sabotés dans la nuit du 12 au 13 juin.
L'ouvrage a par la suite été partiellement ferraillé par l'occupant allemand après l'armistice, à l'exception des gros cuirassements, qui restèrent en place. Les cloches intéresseront toutefois peu après l'organisation Todt : il sera alors effectué des essais, sur le bloc d'entrée le plus accessible, en vue d'extraire les GFM pour une réutilisation sur le mur de l'Atlantique. La complexité de l'entreprise et la logistique requise pour le transport conduisent à l'abandon de cette solution. Il est par la suite resté ainsi, et ne fut pas remis en état au début de la guerre froide.
Dans le milieu des années 1990, l'ouvrage, alors réputé à l'abandon, fut le théâtre d'un fait divers : un petit stock de munitions de 75 mm, resté sur place dans les magasins du bloc 5, a été découvert. L'armée française, avisée, a procédé à sa destruction au sein même de l'ouvrage, et n'ayant plus l'utilité de l'ouvrage à l'avenir, à la démolition de la galerie d'accès.

## État actuel
L'ouvrage de Velosnes, encore parfaitement visible de nos jours, a été réaménagé dans le cadre d'un programme naturaliste visant à protéger certaines espèces animales, dont principalement les chiroptères, trouvant volontiers refuge dans ces ouvrages désaffectés en raison de l'absence de nuisances diverses, de la température et de l'hygrométrie constante.
Ses accès sont condamnés et les puits de tourelle sécurisés par la mise en place de traverses soudées pour prévenir tout risque de chutes.

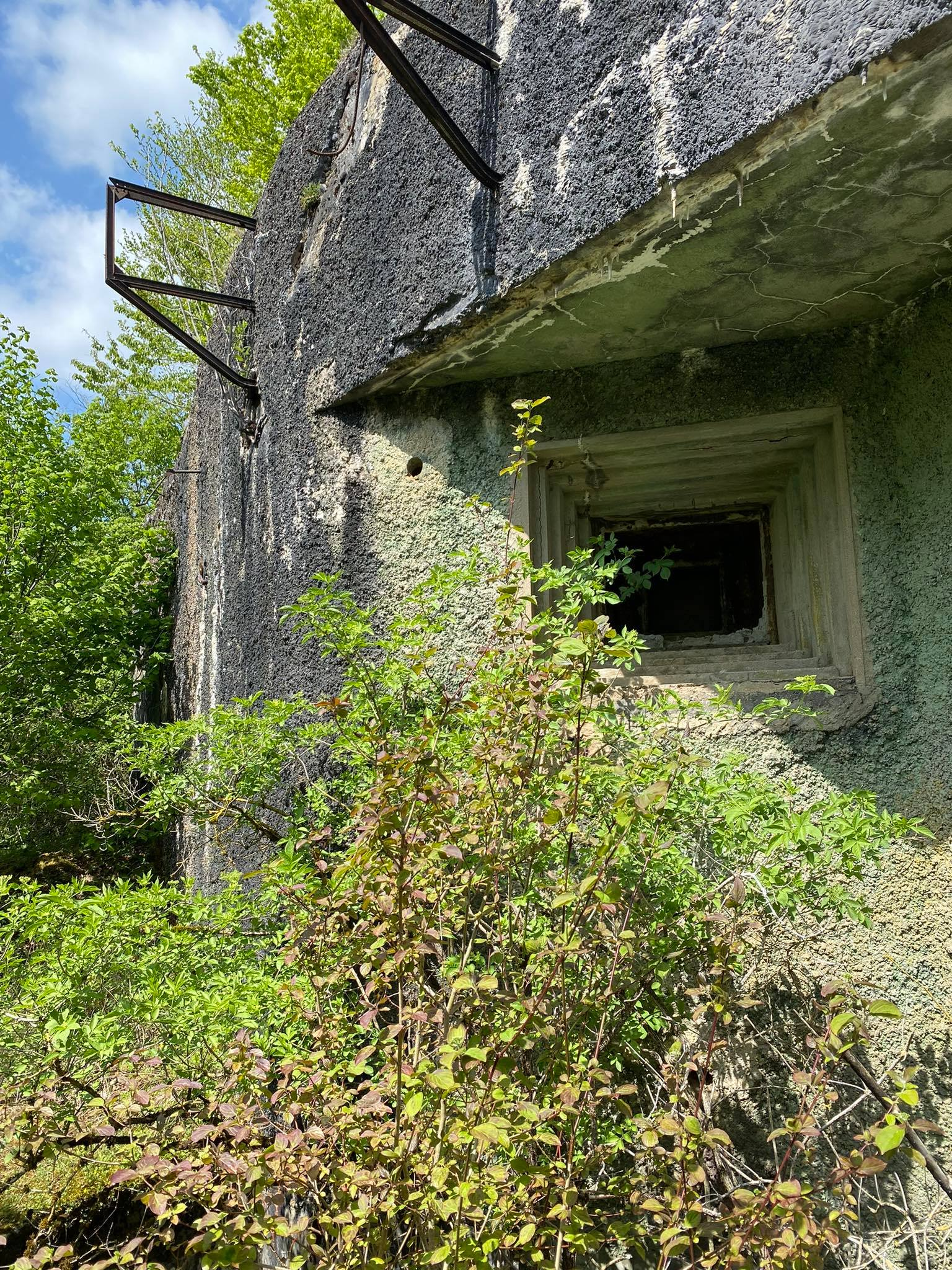
Détail du bloc 6 : créneau JM/AC 47 sous la visière.
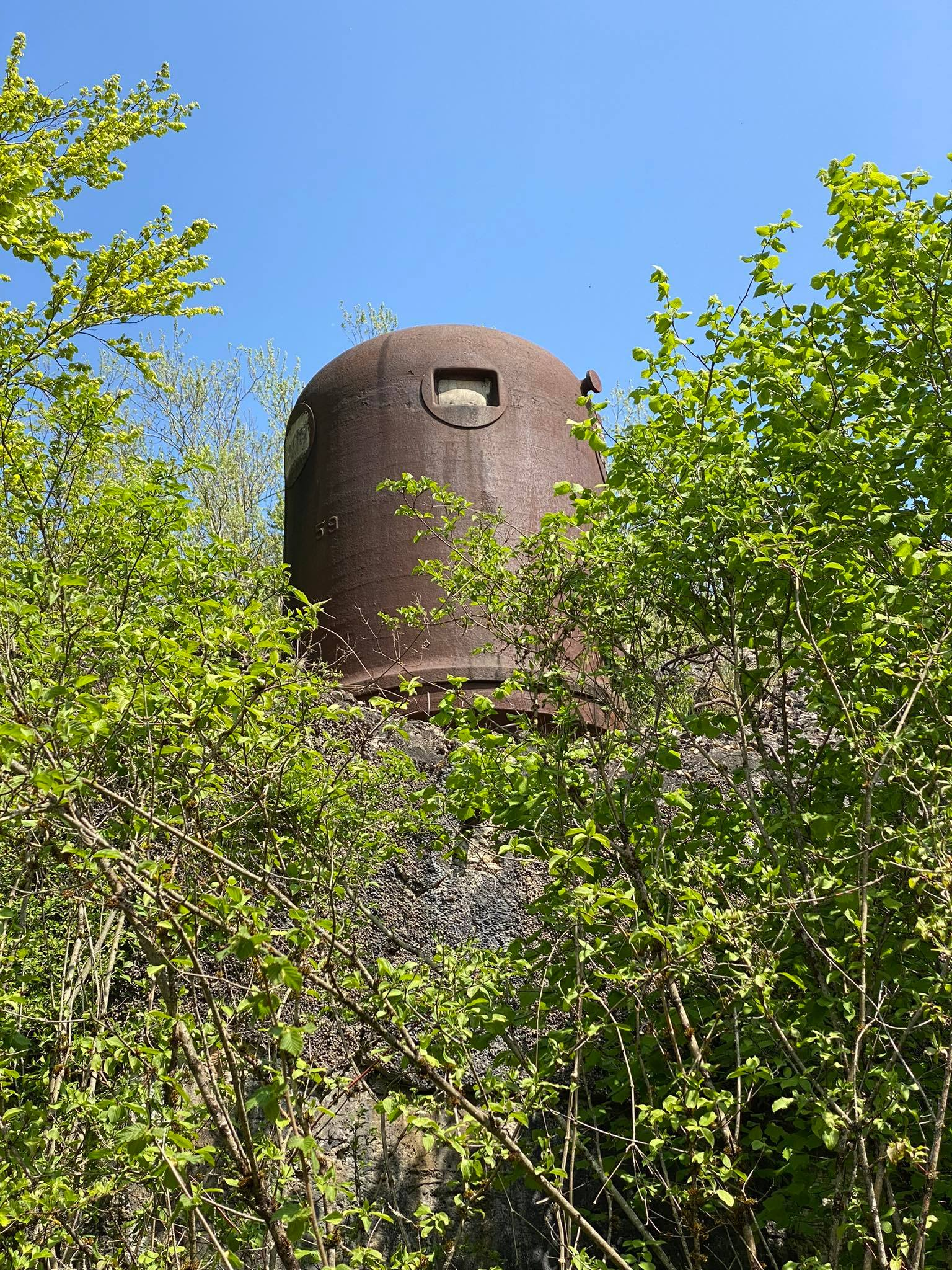
Cloche GFM sur la toiture du bloc 6.
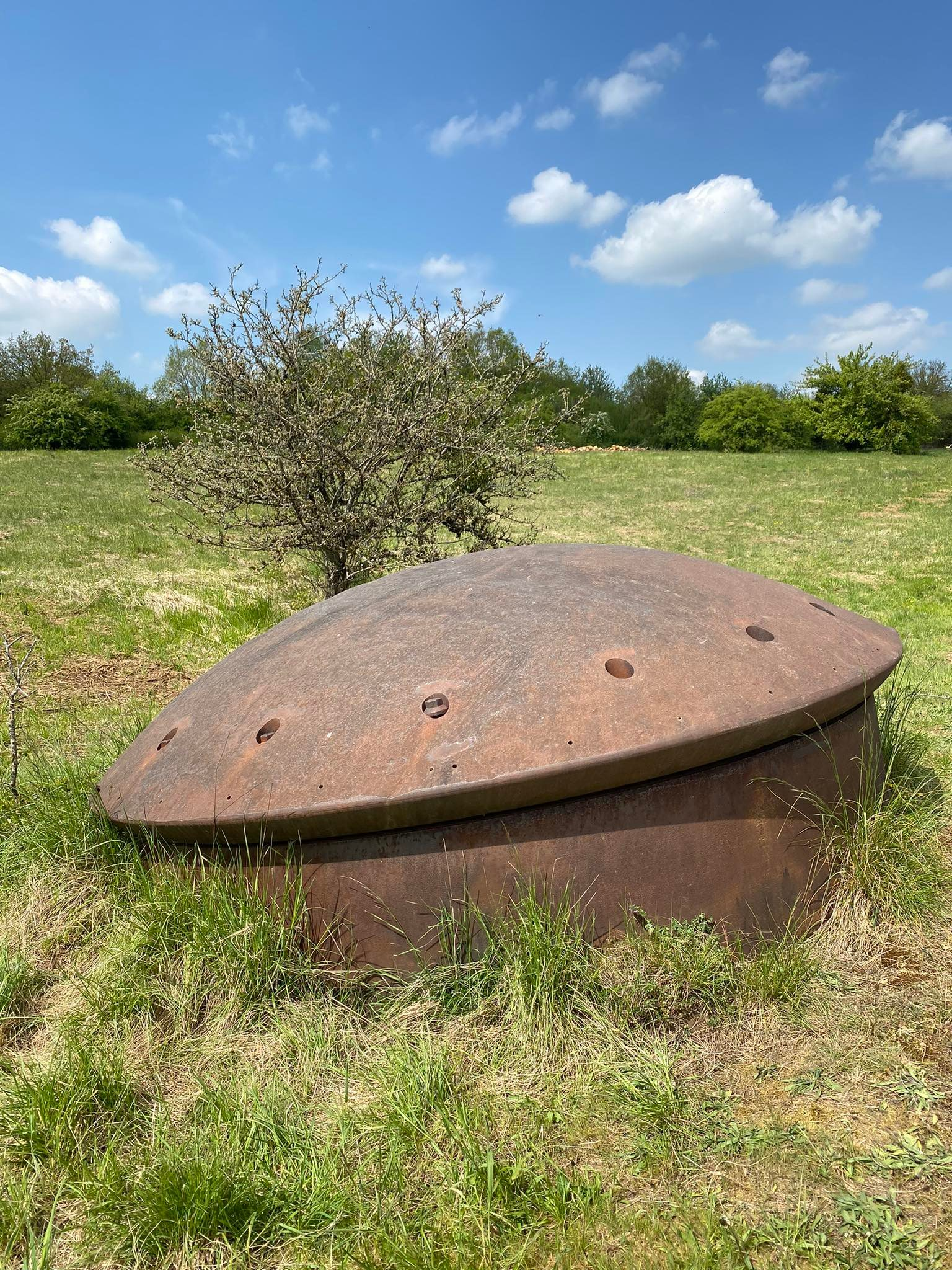
La tourelle du bloc 1 déposée à côté de son puits.
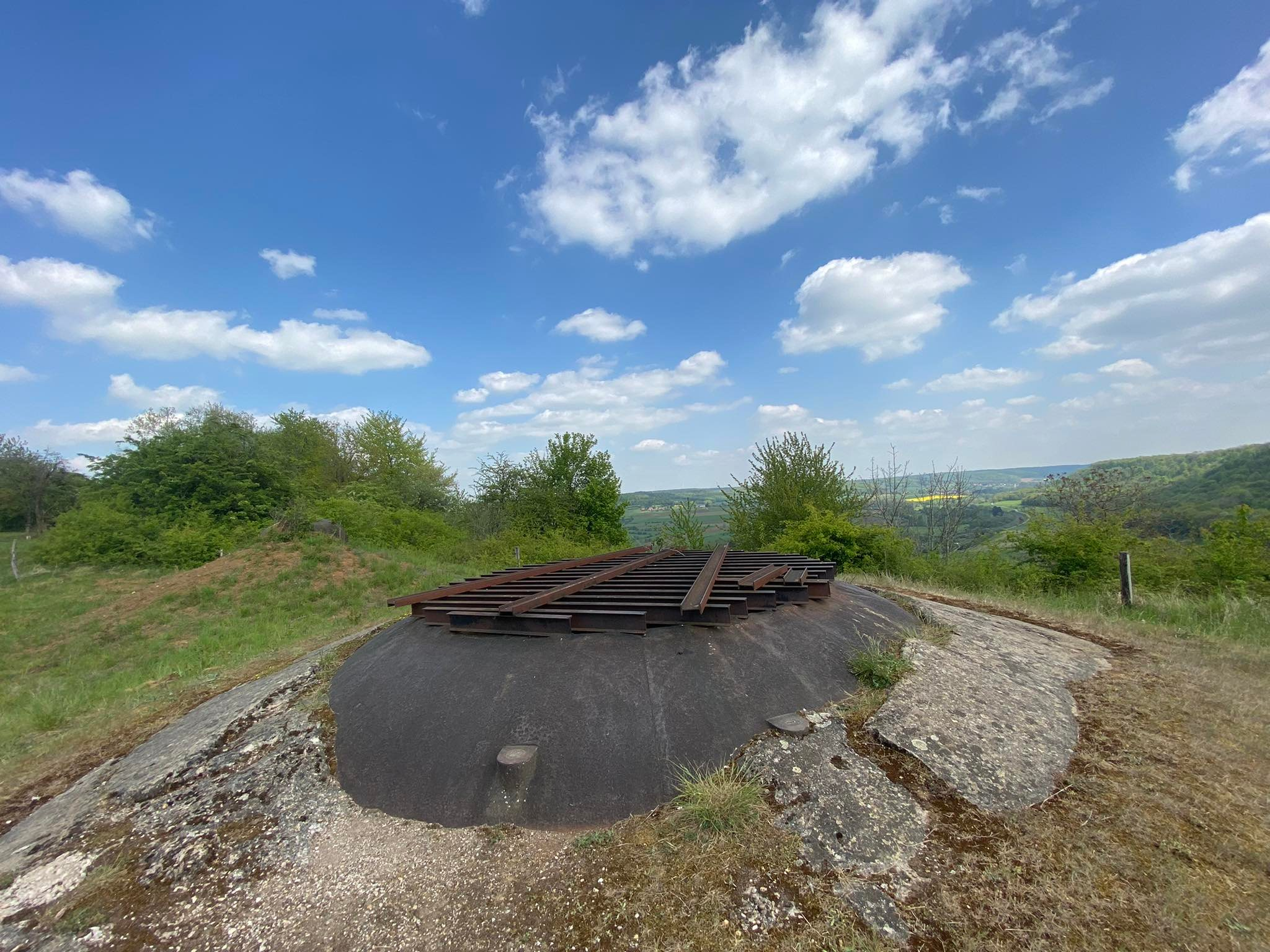
Poutres d'acier recouvrant l'avant-cuirasse du bloc 1.